# Serica micans
Serica micans är en skalbaggsart som beskrevs av Fabricius 1801. Serica micans ingår i släktet Serica och familjen Melolonthidae. Inga underarter finns listade i Catalogue of Life.